# Sansari
Sansari es una ciudad censal situada en el distrito de Nashik en el estado de Maharashtra (India). Su población es de 5780 habitantes (2011). Se encuentra a orillas del río Darna, a 13 km de Nashik.

## Demografía
Según el censo de 2011 la población de Sansari era de 5780 habitantes, de los cuales 2999 eran hombres y 2781 eran mujeres. Sansari tiene una tasa media de alfabetización del 89,77%, superior a la media estatal del 82,34%: la alfabetización masculina es del 94,95%, y la alfabetización femenina del 84,20%.